# 鈴木準弥
鈴木 準弥（すずき じゅんや、1996年1月7日 - ）は、静岡県沼津市出身のプロサッカー選手。Jリーグ・横浜FC所属。ポジションはディフェンダー（サイドバック）。

## 来歴
アスルクラロ沼津、ジュビロ磐田の下部組織（ACNジュビロ沼津、現・アスルクラロ沼津U15）を経て、高校時代は清水エスパルスユースに加入。年代別の日本代表に招集された。
2014年、早稲田大学に進学。2017年8月に参加したユニバーシアード大会では優勝に貢献した。大学4年次に早稲田大学ア式蹴球部キャプテンに就任。
2018年2月、3. リーガのVfRアーレンに入団。
2019年、帰国し藤枝MYFCに加入。
2020年、ブラウブリッツ秋田に完全移籍。開幕からスタメン出場を続けリーグ戦33試合に出場し、リーグ優勝及びJ2昇格に貢献した。
2021年6月24日、7月よりFC東京に完全移籍で加入することが発表された。
2023年7月11日、FC町田ゼルビアに完全移籍で加入することが発表された。移籍後は17試合に出場した。クラブもJ2優勝とJ1昇格を果たした。
2024年2月24日、J1第1節のガンバ大阪戦にて、クラブのJ1初得点となるゴールを挙げた。
2025年シーズンから横浜FCへ完全移籍加入することが発表された。

## 所属クラブ
- アスルクラロ沼津U-12
- ジュビロ沼津
- 清水エスパルスユース（清水西高校）
- 早稲田大学
- 2018年2月 - 同年7月  VfRアーレン
- 2019年  藤枝MYFC
- 2020年 - 2021年7月  ブラウブリッツ秋田
- 2021年7月 - 2023年7月  FC東京
- 2023年7月 - 2024年  FC町田ゼルビア
- 2025年 -  横浜FC

## 個人成績
| 国内大会個人成績 | 国内大会個人成績 | 国内大会個人成績 | 国内大会個人成績 | 国内大会個人成績 | 国内大会個人成績 | 国内大会個人成績 | 国内大会個人成績 | 国内大会個人成績 | 国内大会個人成績 | 国内大会個人成績 | 国内大会個人成績 |
| 年度             | クラブ           | 背番号           | リーグ           | リーグ戦         | リーグ戦         | リーグ杯         | リーグ杯         | オープン杯       | オープン杯       | 期間通算         | 期間通算         |
| 年度             | クラブ           | 背番号           | リーグ           | 出場             | 得点             | 出場             | 得点             | 出場             | 得点             | 出場             | 得点             |
| 日本             | 日本             | 日本             | 日本             | リーグ戦         | リーグ戦         | リーグ杯         | リーグ杯         | 天皇杯           | 天皇杯           | 期間通算         | 期間通算         |
| ---------------- | ---------------- | ---------------- | ---------------- | ---------------- | ---------------- | ---------------- | ---------------- | ---------------- | ---------------- | ---------------- | ---------------- |
| 2016             | 早大             | 5                | -                | -                | -                | -                | -                | 1                | 0                | 1                | 0                |
| ドイツ           | ドイツ           | ドイツ           | ドイツ           | リーグ戦         | リーグ戦         | リーグ杯         | リーグ杯         | DFBポカール      | DFBポカール      | 期間通算         | 期間通算         |
| 2017-18          | アーレン         | 4                | 3.リーガ         | 2                | 0                | -                | -                | -                | -                | 2                | 0                |
| 日本             | 日本             | 日本             | 日本             | リーグ戦         | リーグ戦         | リーグ杯         | リーグ杯         | 天皇杯           | 天皇杯           | 期間通算         | 期間通算         |
| 2019             | 藤枝             | 3                | J3               | 29               | 3                | -                | -                | -                | -                | 29               | 3                |
| 2020             | 秋田             | 3                | J3               | 33               | 2                | -                | -                | 2                | 0                | 35               | 2                |
| 2021             | 秋田             | 3                | J2               | 20               | 1                | -                | -                | 1                | 0                | 21               | 1                |
| 2021             | FC東京           | 28               | J1               | 8                | 0                | 2                | 0                | -                | -                | 10               | 0                |
| 2022             | FC東京           | 28               | J1               | 4                | 0                | 5                | 0                | 0                | 0                | 9                | 0                |
| 2023             | FC東京           | 28               | J1               | 1                | 0                | 2                | 0                | 1                | 0                | 4                | 0                |
| 2023             | 町田             | 43               | J2               | 17               | 1                | -                | -                | -                | -                | 17               | 1                |
| 2024             | 町田             | 6                | J1               | 24               | 1                | 2                | 0                | 1                | 0                | 27               | 1                |
| 2025             | 横浜FC           | 3                | J1               |                  |                  |                  |                  |                  |                  |                  |                  |
| 通算             | 日本             | 日本             | J1               | 37               | 1                | 11               | 0                | 2                | 0                | 50               | 1                |
| 通算             | 日本             | 日本             | J2               | 37               | 2                | -                | -                | 1                | 0                | 38               | 2                |
| 通算             | 日本             | 日本             | J3               | 62               | 5                | -                | -                | 2                | 0                | 64               | 5                |
| 通算             | 日本             | 日本             | 他               | -                | -                | -                | -                | 1                | 0                | 1                | 0                |
| 通算             | ドイツ           | ドイツ           | 3.リーガ         | 2                | 0                | -                | -                | -                | -                | 2                | 0                |
| 総通算           | 総通算           | 総通算           | 総通算           | 138              | 8                | 11               | 0                | 6                | 0                | 155              | 8                |

出場歴
- Jリーグ初出場 - 2019年3月9日 J3第1節 福島ユナイテッドFC戦 (藤枝総合運動公園サッカー場)
- Jリーグ初得点 - 2019年6月2日 J3第10節 ガンバ大阪U-23戦 (パナソニックスタジアム吹田)

## タイトル

### クラブ
早稲田大学
- 関東大学サッカーリーグ1部：1回（2015年）
- 関東大学サッカーリーグ2部：1回（2017年）
- 東京都サッカートーナメント（天皇杯東京都予選）：1回（2016年）

ブラウブリッツ秋田
- J3リーグ：1回（2020年）

FC町田ゼルビア
- J2リーグ：1回（2023年）

### 代表
ユニバーシアード日本代表
- ユニバーシアードサッカー競技（2017年）

## 代表歴
- 2012年 U-16日本代表
- 2013年 U-17日本代表
- 2015年 - 2017年 全日本大学選抜

## 人物・エピソード
- 大の愛犬家で、2021年現在、「ぽてと」という名前のトイプードルを飼っている[9]。
- 職人気質の角刈りがトレードマークである。